# Teberda (rzeka)

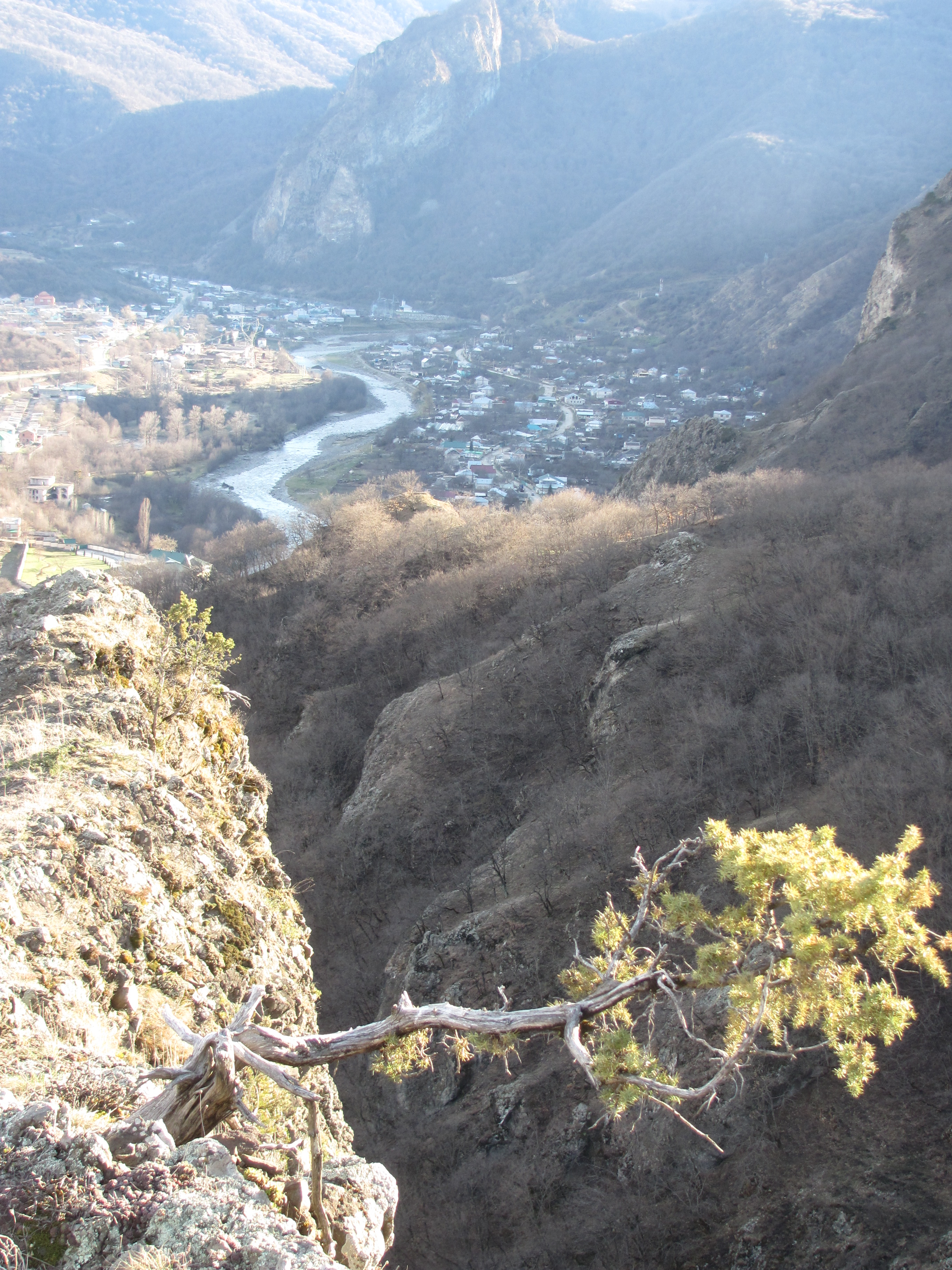
Dolina Teberdy w Karaczajewsku

Teberda (ros. Теберда, karaczajewo-bałkarski: Теберди́) – rzeka w rosyjskiej republice Karaczajewo-Czerkieskiej, w północnej części Wielkiego Kaukazu, lewy dopływ Kubania.
Powstaje z połączenia dwóch rzek: Amanauz, wypływającej spod lodowca Amanauz oraz Gonaczchir (też: Kłuchor), która wypływa z Jeziora Kłuchorskiego. Spływa głęboką doliną, otoczoną szczytami sięgającymi 2800 m n.p.m., generalnie w kierunku północnym. Posiada znacznie rozbudowany system rzeczny. Wszystkie jej dopływy są dzikimi, górskimi potokami, a większość z nich bierze swój początek z lodowców. Do Kubania uchodzi w Karaczajewsku ze średniorocznym przepływem 27,2 m³/h. Długość Teberdy wynosi 60 km, powierzchnia zlewni 1080 km².
Doliną Teberdy biegnie jeden z głównych szlaków transkaukaskich, Suchumska Droga Wojenna. Dolina Teberdy jest jednym z najruchliwszych centrów turystycznych na północnych stokach Kaukazu. Położona jest w niej m.in. górska miejscowość wypoczynkowa Teberda, a 26 km powyżej niej znane osiedle turystyczno-wypoczynkowe Dombaj.
Górną część doliny Teberdy zajmuje Teberdyński Park Narodowy.